# Kissaway Trail
Kissaway Trail - tidligere The Kissaway Trail er et dansk indie rockband fra Odense, der blev dannet i 2007 under navnet "Isles" og siden har skiftet konstellation et par gange. Kissaway Trail bestod i begyndelsen af fem medlemmer: Thomas L. Fagerlund, Søren B. Corneliussen, Hasse Mydtskov, Rune Petersen og Daniel Skjoldmose, der sammen skrev og indspillede bandets to første plader.
Bandet har kontrakt med danske Playground Music og engelske Bella Union, samt Yep Rock i USA. Debutalbummet er udgivet i Europa, Japan, Australien og New Zealand, mens Kissaway Trail's seneste album Breach udgives i hele verden. Produceren Niels Høg assisterede ved indspilningen af debutalbummet.
Kissaway Trail har været på turné i bl.a. England, hvor de spillede på O2 Wireless Festival, og det har fået rosende anmeldelser i flere toneangivende udenlandske medier, bl.a. The Guardian, The Times, NME, The Sun og Rocksound. Deres musik er blevet sammenlignet med store internationale navne som The Flaming Lips, Sonic Youth og Arcade Fire.

## Medlemmer
- Thomas L. Fagerlund – sang, guitar
- Søren B. Corneliussen – sang, guitar
- Hasse Mydtskov trommer, backing sang

### Tidligere medlemmer
- Rune Pedersen – bas, backing sang
- Daniel Skjoldmose – guitarist

## Diskografi
- Into the Ocean and Rise Again (EP, oktober 2006)
- The Kissaway Trail (album, januar 2007 i Danmark; april i øvrige lande)
- Smother + Evil = Hurt (single, april 2007)
- Sleep Mountain (album, marts 2010)
- Breach (album, august 2013)